# Rubus glabratus
Rubus glabratus är en rosväxtart som beskrevs av Carl Sigismund Kunth. Rubus glabratus ingår i släktet rubusar, och familjen rosväxter. Inga underarter finns listade i Catalogue of Life.